# Izrail' Mechanik
Izrail' Bencianovič Mechanik (in russo Израиль Бенцианович Механик?; Minsk, 15 gennaio 1909 – Mosca, 7 giugno 1989) è stato un sollevatore sovietico campione europeo nel 1947, che ha gareggiato nella categoria dei pesi leggeri.

## Biografia
Cresciuto in un orfanotrofio, iniziò l'attività sportiva nella lotta greco-romana, diventando nel 1925 campione bielorusso nella specialità; in seguito si concentrò sul sollevamento pesi. Nel 1929 si trasferì a Mosca, dove continuò ad allenarsi sotto la guida di Jan Sparre. Nel 1935 si laureò presso l'Istituto Centrale Statale di Cultura Fisica.

## Carriera
Dal 1934 fu uno dei principali atleti sovietici dei pesi leggeri (con Nikolaj Šatov, Vladimir Svetilko e Georgij Popov) piazzandosi secondo ai campionati nazionali per ben nove volte (tanto da essere etichettato come "l'eterno secondo"): nel 1934, 1936, 1937, 1938, 1943, 1944, 1945, 1947 e 1949. Nel 1939 divenne per l'unica volta campione sovietico. Si classificò al terzo posto nel 1935 e nel 1948.
A livello internazionale, il suo maggiore risultato fu la vittoria dei campionati europei di Helsinki nel 1947 nei pesi leggeri, davanti a Georgij Popov e allo svedese Sigvard Kinnunen. Stabilì inoltre due record mondiali non ufficiali, nel 1940 e nel 1946.
Nel 1951 si ritirò dall'attività agonistica e divenne allenatore della squadra sovietica (con Jakov Kucenko e Nikolaj Šatov), e della Lokomotiv, lavorando anche come arbitro in numerose competizioni internazionali.